# Мишка на Севере

Конфеты «Мишка на Севере»: дизайн упаковки 1939 года А. А. Тараканова (снизу), конфета из серии художника Т. В. Лукьяновой (сверху)

«Мишка на Севере» — марка шоколадных конфет, выпускаемых Кондитерской фабрикой имени Н. К. Крупской и выпускавшихся ранее другими кондитерскими фабриками СССР и России.

## История производства
В СССР конфеты с таким названием выпускали несколько кондитерских фабрик. Крупнейшим производителем конфет стала ленинградская кондитерская фабрика имени Н. К. Крупской, где «Мишку на Севере» выпускают с 1939 года. Известно, что в 1943 году (после прорыва блокады Ленинграда, совершённого в январе)  было произведено 3 тонны конфет этой марки.

В конце 1980-х годов в СССР ходила шутка, что Фабрика имени Н. К. Крупской готовится к выпуску новых шоколадных конфет под названием «Мишка в Рейкьявике», — с аллюзией на встречу в Рейкьявике 12 октября 1986 года Генерального секретаря ЦК КПСС Михаила Горбачёва и президента США Рональда Рейгана, которая считается первым шагом к завершению эпохи холодной войны; на ней, в частности, обсуждался и проект о Стратегической оборонной инициативе (СОИ) США. Существует также анекдот на эту тему: 
Кондитеры придумали новый сорт конфет. Думали-думали: как назвать?.. «Мишка на Севере» — уже есть, «Мишка на юге» — непонятно… Объявили конкурс. Первое место заняло название «Мишка в Рейкьявике». Послали конфеты в Париж на международную дегустацию. Дегустаторы определили: конфеты смотрятся хорошо, вкус прекрасный, но слишком много СОИ.
В 1995 году право на торговую марку «Мишка на Севере» получила «Фабрика имени Крупской». В 2006—2015 годах торговая марка принадлежала норвежскому концерну «Orkla», который купил ОАО «Кондитерская Фабрика имени Н. К. Крупской». До 2008 года конфеты под таким названием продолжали производиться и на других предприятиях. После вступления в силу поправок к закону о товарных знаках многие предприятия перестали производить «Мишку на Севере» под оригинальным названием и дизайном.Тем не менее у многих кондитерских фабрик в ассортименте можно встретить конфеты с видоизменёнными дизайном и названием.
Традиционно под маркой «Мишка на Севере» выпускали только шоколадные конфеты. Впоследствии стали производить и другие кондитерские изделия: шоколад, шоколадные плитки и шоколадные батончики с разной начинкой и другим оформлением упаковки.

## Дизайн
12 октября 2010 года «Фабрика имени Н. К. Крупской» завершила реализацию проекта редизайна упаковки «Мишки на Севере». Новый вариант дизайна был создан известной художницей Т. В. Лукьяновой. Потребители активно отреагировали на изменение традиционного оформления упаковки, создавая группы в социальных сетях, протестующие против нововведений и выступающие в поддержку возвращения старого дизайна.
На сегодняшний день выпускаются оба традиционных варианта, наряду с «редизайном» 2010 года.